# Ouainville
Ouainville är en kommun i departementet Seine-Maritime i regionen Normandie i norra Frankrike. Kommunen ligger i kantonen Cany-Barville som tillhör arrondissementet Dieppe. År 2022 hade Ouainville 537 invånare.

## Befolkningsutveckling
Antalet invånare i kommunen Ouainville
| Referens: INSEE |